# Pilsbryspira nodata
Pilsbryspira nodata é uma espécie de gastrópode do gênero Pilsbryspira, pertencente a família Pseudomelatomidae.